# Avenida Eastern Parkway
Eastern Parkway es una avenida importante que atraviesa una parte del barrio de Brooklyn de la ciudad de Nueva York. El bulevar empieza en la plaza Grand Army y se extiende hacia el este, en paralelo a la avenida Atlantic, a lo largo de la cresta que separa el norte del sur de Long Island, hasta la avenida Ralph. Allí, gira hacia el noreste, siguiendo todavía, hasta que termina en el cementerio de Evergreen, donde la calle sube repentinamente hacia una elevación situada cerca del embalse de Ridgewood.
La avenida Eastern Parkway es una de las primeras avenidas del mundo. Según la descripción del Departamento de Parques de la Ciudad de Nueva York:
La "primera avenida del mundo" fue concebida por Frederick Law Olmsted y Calvert Vaux en 1866. La avenida de Eastern Parkway fue creada por estos diseñadores como una calle ajardinada construida expresamente para montar a caballo y conducir carruajes, y servir como acceso al Parque Prospect (que también fue diseñado por Olmsted y Vaux). Para estos fines, el comercio estaba restringido. El bulevar fue construido desde la plaza Grand Army hasta la avenida Ralph (ubicada en el barrio de Brooklyn) entre 1870 y 1874. Olmsted y Vaux tenían la intención de que la avenida Eastern Parkway fuera el núcleo del barrio de Brooklyn y el centro de un sistema interconectado de parques y avenidas situado en el área de la ciudad de Nueva York. El plan nunca se llegó a completar, pero la idea de llevar el campo a la ciudad influyó en la construcción de importantes parques y avenidas en otras ciudades de los Estados Unidos.
El éxito de las restricciones comerciales estatutarias especiales en esta y en otras vías urbanas inspiró más tarde esquemas de zonificación más generales en Nueva York y en otros lugares. La avenida fue planeada como un elemento importante del diseño urbano para crear una amenidad para un buen vecindario.
Al igual que algunos caminos posteriores en Long Island, Eastern Parkway fue diseñado para utilizar la tierra que estaba ociosa porque era alta, rocosa y era inapropiada para la agricultura. La presencia de la carretera, sin embargo, hizo que la zona no fuera especialmente deseable para las personas cuyos ingresos no eran excesivamente elevados y esto hizo que estas personas se fueran a vivir a otros lugares. Así se habitó en las décadas siguientes, mientras que los terrenos situados en las laderas sur y norte continuaron utilizándose para la agricultura hasta el siglo XX, cuando se construyó la línea de metro de Eastern Parkway (las líneas 2, 3, 4 y 5) debajo de la avenida. Muchos árboles a lo largo de la avenida llevan placas conmemorativas en honor de los soldados aliados caídos en la Primera Guerra Mundial.

## Descripción de la ruta

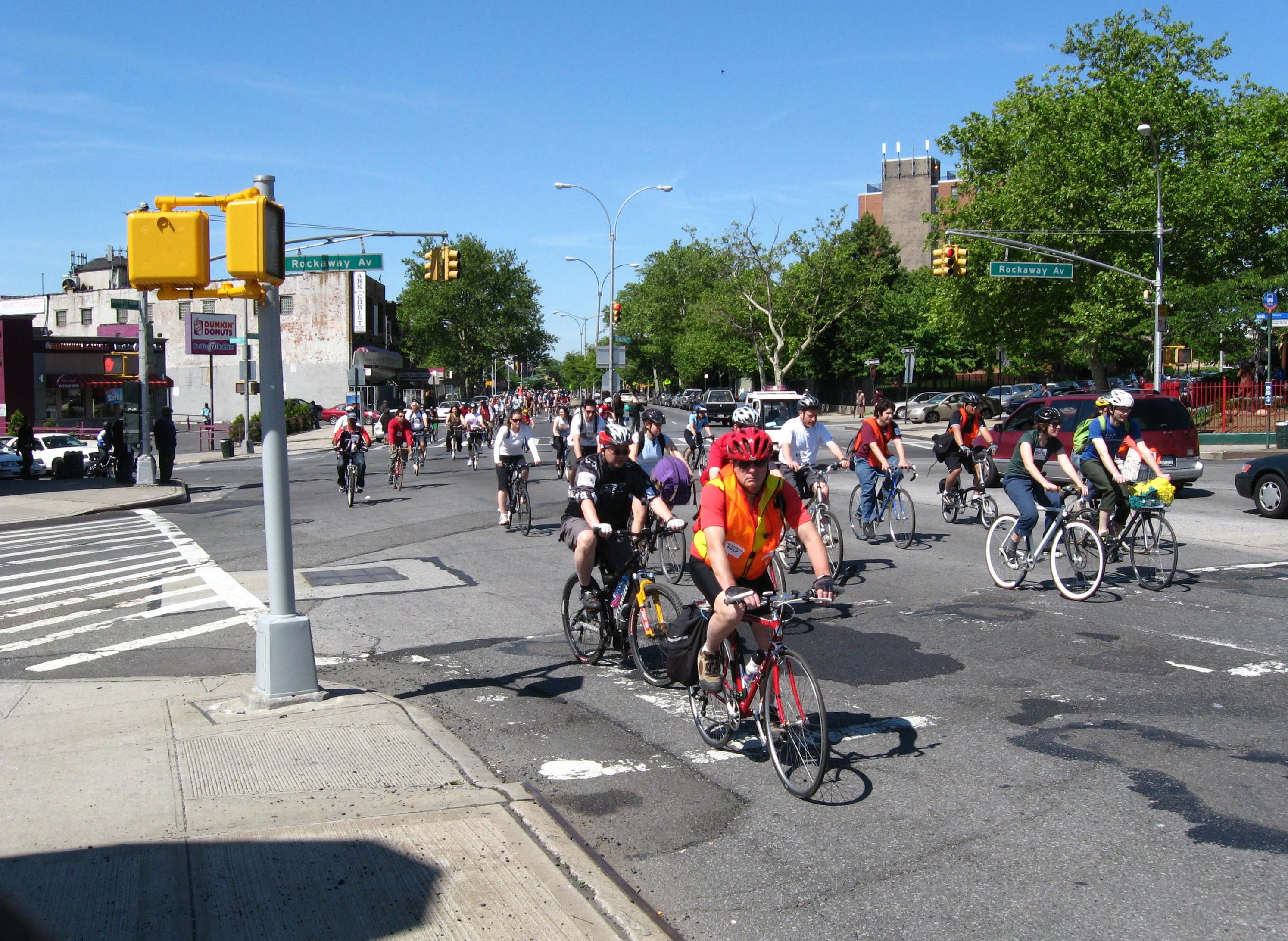
Tour de Brooklyn en Eastern Parkway

En la parte más occidental, entre la plaza Grand Army y el parque Prospect, donde se cruza con el parque Prospect Oeste, la avenida Flatbush y la avenida Vanderbilt, y la avenida Washington, la calle consiste en una amplia avenida bidireccional de seis carriles, que está separada por un terraplén de una estrecha calle paralela que transcurre en el lado norte. Pasa por el Museo de Brooklyn ubicado en esta zona. La sección entre las avenidas Washington y Ralph tiene también una calle lateral separada por otra mediana. Ambas medianas tienen árboles, bancos, una entrada para la estación de metro, y caminos para los peatones, y la del sur también tiene un carril para bicicletas, forma parte de la vía verde Brooklyn-Queens que va hacia el sur desde el extremo oeste a través del parque Prospect hasta Ocean Parkway y hacia el este desde el extremo este a través del parque Forest. El bulevar pasa por las avenidas Bedford, Rogers y Nostrand de esta manera, para después pasar ante la sede central de la dinastía jasídica Jabad-Lubavitch y del Museo judío para niños ubicado en Crown Heights. La calle continúa hacia el este, cruzando las avenidas Utica y Ralph.
Al este de la Avenida Ralph, el camino se reduce a seis carriles, dirigiéndose en dirección noreste hacia la Avenida Bushwick. Allí, la avenida se convierte oficialmente en una extensión de Eastern Parkway y se curva hacia el noreste para interconectarse con la avenida Howard, la avenida Atlantic, la calle Fulton y con Broadway. En la Avenida Bushwick, la calle se une con la calle Vanderveer, una calle sin salida.
Seguidamente, la avenida Eastern Parkway continúa por Pitkin Avenue hacia Aqueduct Racetrack. Pitkin Avenue se creó a fines de la década de 1890 cuando se construyó la extensión de Eastern Parkway. Eastern Park, la sede de los Brooklyn Dodgers antes de la construcción de Ebbets Field, estaba ubicado en la avenida Pitkin, cuando ésta formaba parte de la avenida Eastern Parkway.  
Otras atracciones y edificios notables a lo largo de la avenida Eastern Parkway incluyen la sede central de la Biblioteca Pública de Brooklyn, el Jardín Botánico de Brooklyn, el número 770 de la Avenida Eastern Parkway, el triángulo de Sion, y el museo judío para niños. La avenida es la ruta del desfile del día de las Indias Occidentales, una celebración festiva anual que tiene lugar en torno al Día del Trabajo.